# Isoxys
Isoxys chilhoweanus
Genre
Espèce
Espèces de rang inférieur
- † Isoxys auritus
- † Isoxys curvirostratus
- † Isoxys paradoxus

Isoxys est un genre éteint de petits arthropodes primitifs ayant vécu au Cambrien inférieur en Chine (schistes de Maotianshan), mais aussi en Australie (schistes d'Emu Bay), en Europe et en Amérique du Nord (schistes de Burgess). Il est peut-être apparenté aux Ostracodes.

## Description
La principale caractéristique de ce petit animal est une carapace pointue bivalve. Le genre Isoxys a produit fort peu de fossiles laissant apparaître des parties molles. C'est le cas seulement chez Isoxys auritus. Il possédait un corps allongé segmenté, des yeux pointant vers l'avant, ainsi que de petites antennes. Les appendices natatoires, de même que les autres parties molles, ne s'étendaient que très peu en dehors de la carapace protectrice. Les deux autres espèces connues, I. paradoxus et I. curvirostratus montrent une projection postérieure allongée.